# Barokní architektura

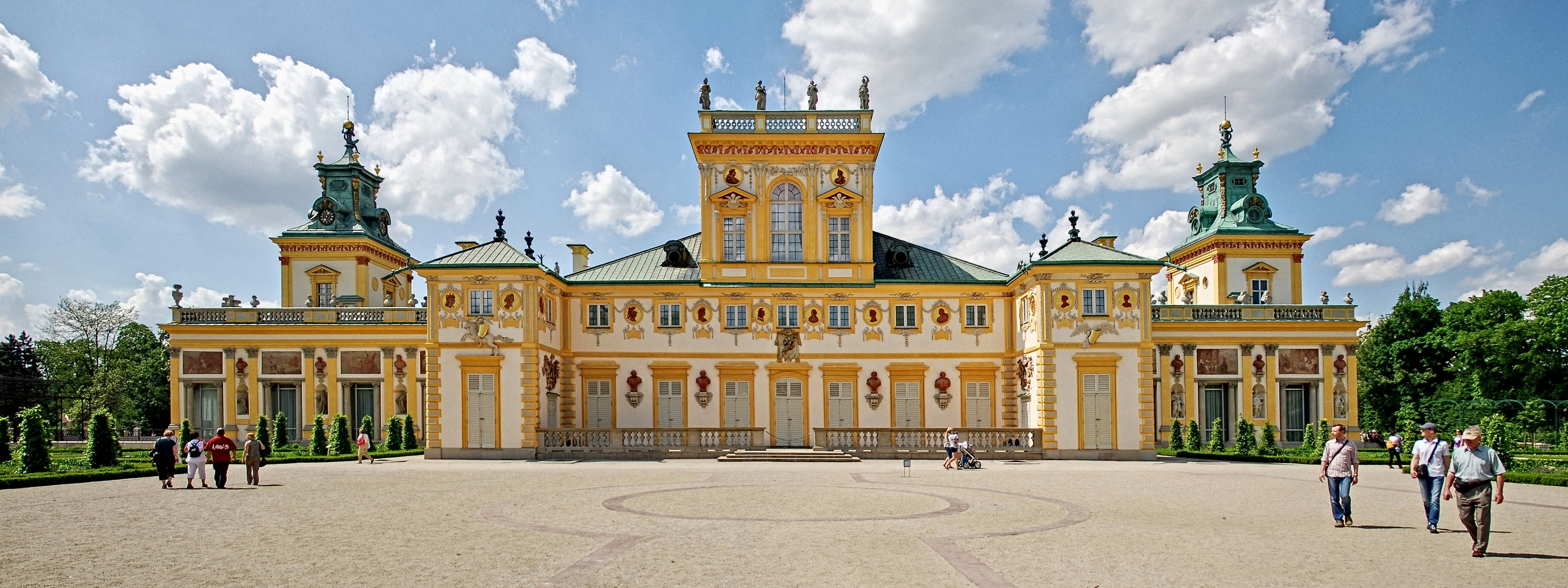
Palác polského krále Jana III. Sobieského, Varšava, Polsko.

Barokní architektura je stavební sloh, který vznikl počátkem 17. století v Itálii a postupně ovládl celou Evropu až do poloviny 18. století. Jeho charakteristické rysy – bohaté plastické tvary, dramatický pohyb, mohutný dojem a iluzivní výzdoba – se projevovaly především na monumentálních stavbách, které mají působit na diváka a prezentovat bohatství i moc stavebníka. Typickým materiálem barokních staveb jsou omítané cihly, doplňované kamenem. K baroknímu tvarosloví patří sloupy, valené klenby a kopule. V barokní době vzniklo množství staveb jak církevních (kostely, kláštery), tak také světských (zámky, paláce, městská sídla pro šlechtu („hotely“), letohrádky, školy a radnice).

## Hlavní složky architektury

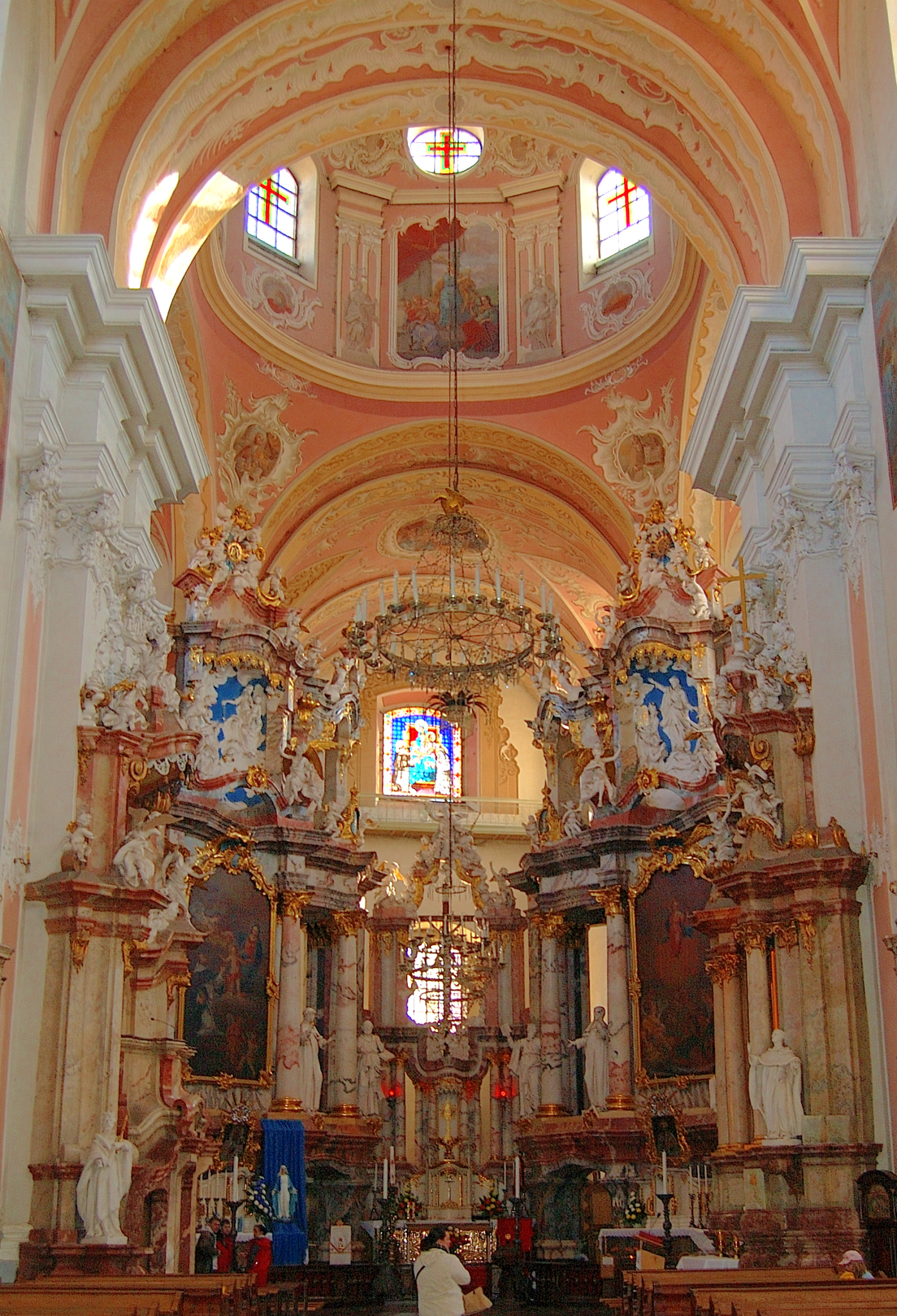
Pohled na oltář v kostele sv. Stanislava, Vilnius, Litva

Ve srovnání s předcházejícími slohy – s přísnější a převážně kamennou gotikou a s hravou italskou renesancí – působí barokní architektura mohutným dojmem i propojením s plastickou a malířskou výzdobou. Světské stavby dávají najevo bohatství, luxus i snahu o zajištění pohodlí. Chrámové stavby mívají komplikovaný půdorys, často s kruhovými a eliptickými prvky, působivost kleneb a kopulí posilují iluzivní malby. Paláce a zámky jsou přísně symetrické a protože hlavní důraz se kladl na vnější dojem, mohl někde vzniknout i falešný štít, brána, okno nebo dveře.
Avšak nejdůležitější složkou barokní architektury je pohyb. Menší stavby, fontány, ale i sochy bylo potřeba vnímat jako živé organismy, cílem bylo jejich zachycení v nějakém pohybu – s každým úhlem pohledu poskytovaly jiné zobrazení, jiný výraz, jinou podobu. V tomto umění se stíraly hranice mezi architekturou, plastikou a malbou, takže vznikala celistvá umělecká díla, v nichž se mohly kombinovat různé materiály a techniky práce. Podstatný byl výsledek a hlavně celkový dojem, jakým dílo působilo na diváky a návštěvníky. Proto barokní prostory někdy působí jako divadelní kulisy a co je zdálky velmi působivé, může se zblízka ukázat jako odbyté a předstírané.

## Výzdoba

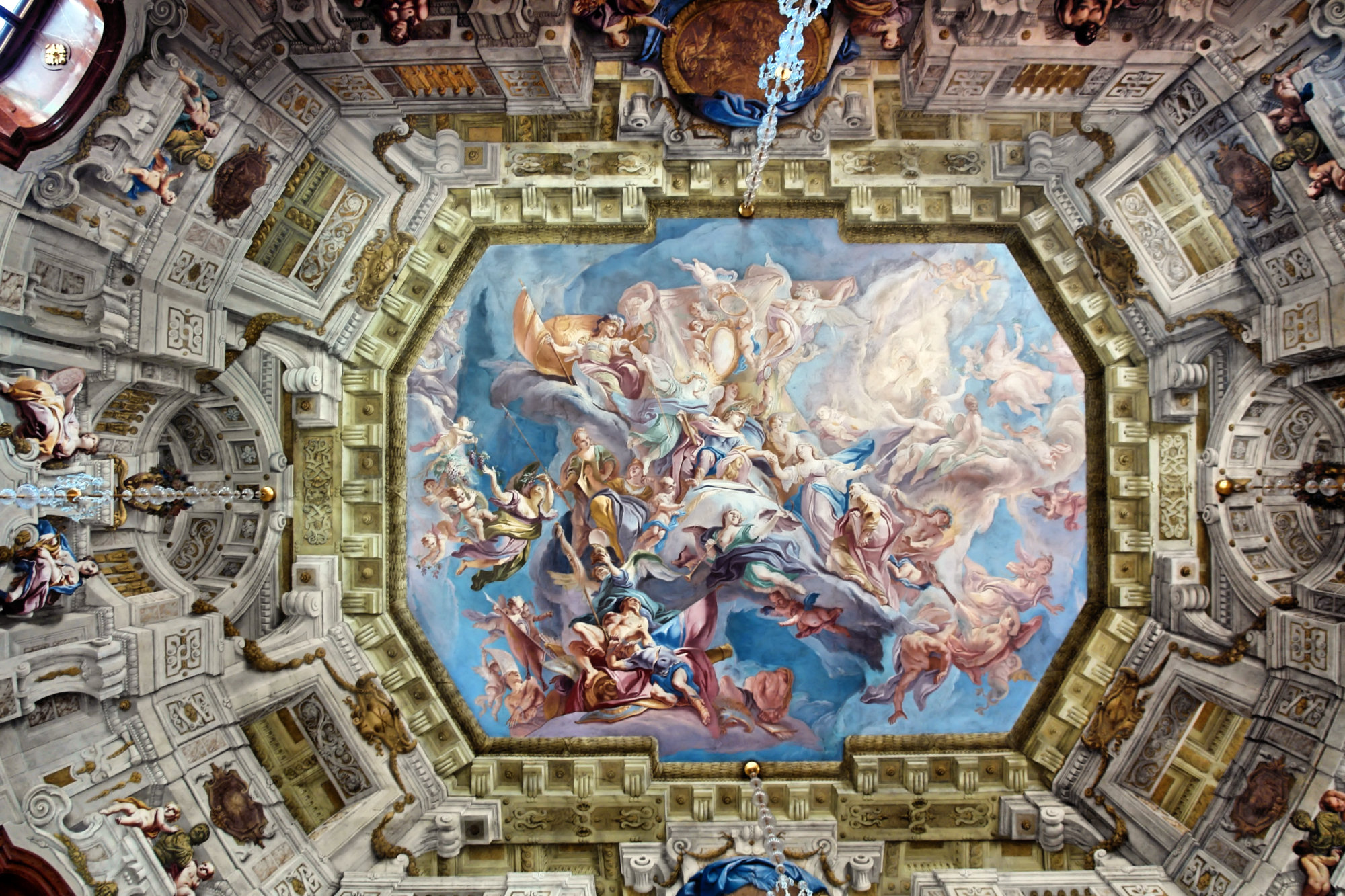
Mramorový sál, Belvedér, Vídeň, Rakousko. Jediným skutečným prvkem je fragment okna v horním a dolním levém rohu – všechno ostatní je jen iluze.

Velmi rafinovaně se pracovalo se světlem a prostorem (především u chrámů). Tyto stavby byly světlejší než v dřívějších dobách, přičemž světlo bylo jedním ze způsobů, jak zvýšit dramatičnost. Stěny, kopule a stropy pokrývaly malby znázorňující nebe s postavami světců nebo mytologických postav, které se vznášejí v prostoru a mezi oblaky, jako kdyby byly netělesné a bez tíže.
Na výzdobu se používalo velmi často zlato, štuk, barevný umělý mramor a pestré barvy, které jen umocňovaly pocit pompéznosti, vznešenosti, nadřazenosti a nesmírného bohatství, a to jak u chrámových, tak i u světských staveb. Kromě toho vzbuzovaly pocit malosti a nicotnosti, což bylo považováno za správnou cestu k pokoře. Jako dekorativní prvek se uplatnilo např. putto (amoret).
Z materiálů se na stavbu budov používaly především cihly a malta. Stěny byly omítnuté silnou vrstvou malty bez rozdílu stavebního materiálu, ze kterého byly postavené (cihly, kámen nebo obojí), díky čemuž vznikala bohatá štuková výzdoba. V módě byly i klenby různého druhu (kupole, klášterní klenba, valená klenba atd.), které se často v rámci stavby kombinovaly a protínaly s jinými klenbami, což kladlo vysoké nároky na zručnost a přesnost práce.

## Urbanismus

Mapa Versailles, Francie, z roku 1746: Je na ní dobře vidět šachovnicové uspořádání ulic, koncentrické body a diagonální osy.

Od konce středověku se města stavěla podle pečlivě připravených plánů, které braly ohled na potřeby obchodu, dopravy a bezpečnosti, důraz se kladl i na estetickou stránku. Ideální město bylo předmětem studií; mělo symetrický centrální půdorys a ulice a domy se rozbíhaly do tvaru hvězdy nebo šachovnice. V takovém stylu byla postavena nejen evropská města (Neuf-Brisach 1689; Kalmar 1648 nebo Mannheim, postavený hned po ukončení třicetileté války), ale i některá koloniální. Mezi nejznámější architekty této doby patřili Gian Lorenzo Bernini, Jacques Perret, Salomon de Brosse, Sébastien Le Prestre de Vauban nebo Nicodemus Tessin.
V Itálii se architekti museli spokojit s přestavbou už existujících míst, to často zasahovalo do konečného vzhledu města, ale i do jejich plánů, které se často odkláněly od ideálního řešení. V tomto období zde vznikla např. Kolonáda před chrámem sv. Petra ve Vatikánu (Gian Lorenzo Bernini, 1665) nebo náměstí Santa Maria della Pace (Pietro da Cortona, 1656/1657), které se změnilo jen přetvořením existujících starých průčelí domů.
Ve Francii v roce 1635 navrhl Jacques Lemercier město a zámek Richelieu a po roce 1665 dal francouzský král Ludvík XIV. rozšířit lovecký pavilón na zámku Versailles. Stavbou pověřil architekta Louise Le Vau a okolní zahrady projektoval André Le Nôtre. Jejich úlohou bylo vytvořit reprezentační královské sídlo. Zámek byl postaven mezi parkem a městem Versailles, které s ním tvořilo harmonický celek, a zámek samotný se skládal z množství budov, uspořádaných okolo náměstí. Nová architektura se projevila i v Paříži, kde působil architekt Jules Hardouin-Mansart. Ten projektoval např. dvě hlavní pařížská náměstí – Victoires a Vendôme.

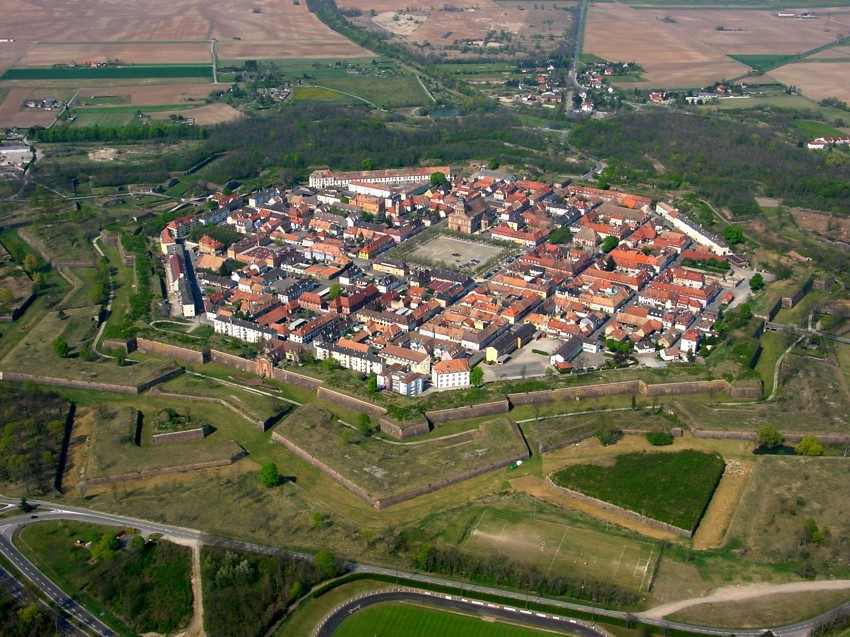
Francouzská hraniční pevnost Neuf–Brisach

V Holandsku začalo v roce 1607 rozšiřování Amsterdamu, který byl v tomto období nejbohatším obchodnickým městem v Evropě. V roce 1634 byl Stockholm povýšen na hlavní město Švédského království. Ležel na několika ostrovech, přičemž na třech hlavních ostrovech se nacházelo středověké území města. To sa později rozšířilo na pevninu v podobě šachovnicových ulic a diagonálních os. Přestavby se ujal Nicodemus Tessin mladší, ale ani jemu se nepodařilo splnit ideál barokního města.
Velmi důležitým odvětvím architektury se od 16. století stala architektura pevností, která musela držet krok s rychlým vývojem vojenské techniky, zejména dělostřelecké. Klasikem francouzské barokní pevnostní architektury se stal Sébastien Le Prestre de Vauban (1633–1707).